# Deutsches Meisterschaftsrudern 1965
Das 76. Deutsche Meisterschaftsrudern wurde 1965 in Mannheim ausgetragen. Wie bereits im Vorjahr wurden insgesamt Medaillen in 16 Bootsklassen vergeben. Davon 12 bei den Männern und 4 bei den Frauen.

## Medaillengewinner

### Männer
| Bootsklasse                           | Gold | Silber | Bronze |
| ------------------------------------- | --- | --- | --- |
| Einer                                 | Jochen Meißner (Mannheimer RV Amicitia) | Edgar Heidorn (Deutscher Ruder-Club von 1884) | Peter Karres (Frankfurter RG Germania 1869) |
| Doppelzweier                          | Berliner RC Eberhard Borschinsky Dieter Mewes | Passauer RV von 1874 Josef Himsl Helmut Lebert | Rgm. RG Wetzlar 1880 / Binger RG 1911 Ernst Rühl Claus Zimmer |
| Zweier ohne Steuermann                | Karlsruher RK Alemannia Wolfgang Hottenrott Michael Schwan | Passauer RV von 1874 Hannsjörg Held Heinz Höber | Kölner RV von 1877 Helmut Gerds Bernd Strahl |
| Zweier mit Steuermann                 | Deutscher Ruder-Club von 1884 Fritz Graf Arnulf Pichert Klaus-Peter Käse (Stm.) | RC Germania Düsseldorf Matthias Wooge Wolfgang Picard Jürgen Sombrowski (Stm.) | Rüsselsheimer RK 08 Werner Alt Dieter Lang Reinhard Scholta (Stm.) |
| Vierer ohne Steuermann                | Rgm. Frankfurter RG Germania 1869 / Karlsruher RK Alemannia Lutz Ulbricht Michael Schwan Wolfgang Hottenrott Detlef Damboldt | Keine weiteren Boote am Start. | Keine weiteren Boote am Start. |
| Vierer mit Steuermann                 | Rgm. Rvg. Hellas-Titania Berlin / RU Arkona Berlin / Spandauer RC Rüdiger Henning Peter Hertel Ulrich Luhn Peter Kuhn Uwe Trompler (Stm.) | Schweinfurter RC Franken Gert Georgi Jörg Maaß Ernst Kaidel Karl-Heinz Barth Siegfried Kaidel (Stm.) | Rüsselsheimer RK 08 Dieter Lang Werner Alt Andreas Hartmann Wilfried Hoffmann Reinhard Scholta (Stm.) |
| Achter                                | Ratzeburger RC / Lübecker RG von 1885 Horst Meyer Dirk Schreyer Christian Pey Klaus Behrens Dagobert Thometschek Jürgen Schröder Hans-Jürgen Wallbrecht Klaus Aeffke Peter Niehusen (Stm.)                                                        | Rgm. Frankfurter RG Germania 1869 / Karlsruher RK Alemannia / Rvg. Hellas-Titania Berlin / RU Arkona Berlin / Spandauer RC Peter Kuhn Peter Karres Rüdiger Henning Peter Hertel Ulrich Luhn Michael Schwan Wolfgang Hottenrott Detlev Damboldt Uwe Trompler (Stm.) | RC Allemannia von 1866 Dietmar Sbirinda Joachim Wolgast Heinz Lübken Klemens Kortha Hartmut Cohrs Horst Olbrich Michael Olbrich Hermann Funk Werner Damm (Stm.)                                               |
| Leichtgewichts-Einer                  | Ernst Rühl (RG Wetzlar 1880) | Rainer Petersen (RC Neptun Darmstadt) | Eckart Wieske (Mainzer RV von 1878) |
| Leichtgewichts-Doppelzweier           | Deutscher Ruder-Club von 1884 Horst Mertens Wolfgang Neumeister | Kasteler RuKG 1880 Axel Wittmann Jürgen Genss | Würzburger RV von 1875 Lothar Freyeisen Harald Wimmer |
| Leichtgewichts-Vierer ohne Steuermann | Lübecker RG von 1885 Joachim Strehl Bernt Borchert Uwe Jacobs Claus Collet | Rgm. Mannheimer RC von 1875 / Mannheimer RV Amicitia Siegfried Radandt Karl-Heinz Bendlin Jörg Kruse Peter Klein | RK am Wannsee Peter Zenk Wulf Pieper Hilmar Sonnenberg Gerd Kattein |
| Leichtgewichts-Vierer mit Steuermann  | Rgm. Ulmer RC Donau / Tübinger RV Fidelia / RV Esslingen Bernd Heim Erich Kemle Walter Scheller Kraft-Otto Steinle Rolf Wels (Stm.) | Ludwigshafener RV von 1878 Horst Bayer Gerhard Hasse Heini Fladt Heinrich Dicker Rainer Grunert (Stm.) | Celler RV Ekkehard Encke Klaus Ridder Klaus Böttcher Hartmut Köhn Jörg Klages (Stm.) |
| Leichtgewichts-Achter                 | Rgm. Mannheimer RC von 1875 / Mannheimer RV Amicitia / Ulmer RC Donau / Tübinger RV Fidelia / RV Esslingen Kraft-Otto Steinle Walter Scheller Siegfried Radandt Karl-Heinz Bendlin Jörg Kruse Bernd Heim Erich Kemle Peter Klein Rolf Wels (Stm.) | Rgm. Lübecker RG von 1885 / Lübecker RK Joachim Paege Klaus Deecke Volker Fiedler Hans-Jürgen Böttcher Joachim Strehl Bernt Borchert Uwe Jacobs Claus Collet Jens Hornemann (Stm.)                                                                                 | Rgm. ETuF Essen / RK am Baldeneysee / Mülheimer RG Ekkehard Rösler Horst Stelges Detlef Schmidt Konrad Geißler Rainer Großkopf Heribert Kirchholtes Karl-Heinz Kirchholtes Joachim Kluge Detlev Herbst (Stm.) |

### Frauen
| Bootsklasse                             | Gold | Silber                                                                                         | Bronze |
| --------------------------------------- | --- | ---------------------------------------------------------------------------------------------- | --- |
| Einer                                   | Karen Urich-Wolf (Brandenburger RK)                                                                                        | Gunda Biel (Hamburger RC von 1925)                                                             | Keine weiteren Athletinnen am Start.                                                                            |
| Doppelzweier                            | Rgm. Regensburger RV von 1898 / Passauer RV von 1874 Christl Schmidt-Lehnert Annemarie Rupprecht                           | RC Tegel 1886 Karin Huhnholz Eva Tübcke                                                        | Offenbacher RV 1874 Evi Boeser Annemarie Schambil                                                               |
| Doppelvierer mit Steuerfrau             | IfL Uni Kiel Gunna Fischer Rotraud Lang Bärbel Seddig Ilse Lebert Renate Steinicke (Stf.)                                  | RC Tegel 1886 Karin Huhnholz Eva Tübcke Karin Dembowski Christa Zimmermann Hella Schötz (Stf.) | RV Collegia 1895 Berlin Hannelore Graetschel Marita Laube Gisela Laube Christa Hüneburg Regina Leonhardt (Stf.) |
| Doppelvierer Stilrundern mit Steuerfrau | Hamburger RC von 1925 Heidi Witte-Fieck Heidrun Upleger Bernelies Begemann Brigitta Niemann-Heinig Brigitte Corleis (Stf.) | Ulmer RC Donau Helga Laubender Ursula Mezger Suse Horn Barbara Jäger Ingrid Michl (Stf.)       | ETuF Essen Annemarie Niederhoff Marianne Küper Brigitte Göricke Christine Vetter Ursula Frevert (Stf.)          |